# Nëbdino
Nëbdino è un centro abitato della Russia.